# أبو عبد الله الحسين بن ناصر الدولة
أَبُو عَبْدِ الله الحُسَينِ بِنُ الحَسَن بْنُ أَبِي الهَيجَاءِ الحَمْدَانِي أو الحُسَينِ بِنُ نَاصِر الدَولة كان أميرًا حمدانيًا وآخر حاكم حمداني للموصل مع أخيه إبراهيم في سنتي 989-990. دخل في خدمة الدولة الفاطمية بعد هزيمته على يد الأكراد المروانيين واستيلاء العقيليين على الموصل.

## حياته

شجرة عائلة السلالة الحمدانية

كان الحسين الإبن الأصغر لناصر الدولة الحمداني مؤسس إمارة الموصل الحمدانية. خلَف ناصر الدولة ابنه أبو تغلب الذي اضطر إلى مواجهة انتفاضات أخيه غير الشقيق حمدان، والصراعات مع الإمبراطورية البيزنطية وأمير العراق البويهي عضد الدولة الذي استولى أخيرًا على الموصل عام 978 وأجبر أبو تغلب على الهروب إلى سوريا.  ومع ذلك، يبدو أن الحسين وأخيه إبراهيم قد استسلما للبويهيين ودخلوا في خدمتهم، أو ربما تم احتجازهما كرهائن في بغداد.
خلال ثمانينات القرن التاسع، تعرضت الموصل للتهديد من قبل الزعيم الكردي باد بن دوستاك. تُرك الحاكم البويهي المحلي دون دعم من بغداد، ومما دعاه إلى التوجه إلى القبائل العربية المحلية من بني عقيل وبني نمير للحصول على المساعدة. وقد هدد هذا سيطرة البويهيين على المنطقة بقدر ما هدد الأكراد، وفي عام 989 سمح الأمير البويهي الجديد بهاء الدولة للأخوة الحمدانيين بالعودة إلى الموصل، على أمل أن تؤدي علاقاتهم المحلية إلى حشد المعارضة ضد باد الكردي وإبقاء القبائل العربية تحت السيطرة. 
لقد استقبل السكان المحليون الحمدانيين بحماس شديد، لدرجة أنهم ثاروا وطردوا الوالي البويهي من الموصل. دعم العقيليون الحمدانيين، وسيطروا على مدن جزيرة ابن عمر ونصيبين وبلد (شمال الموصل) في المقابل.  مستغلًا الاضطرابات، هاجم باد الموصل في العام التالي، لكنه هُزم وقتل على يد القوات العقيلية الأقل عددًا تحت قيادة الحسين في معركة بالقرب من بلد.  أعقب ذلك هجوم حمداني مضاد في منطقة آمد ضد خليفة باد المدعو أبو علي الحسن بن مروان، لكنه فشل في تحقيق أي نجاح. وبالفعل تم أسر الحسين خلال الحملة.  فر شقيقه إبراهيم إلى نصيبين التي يسيطر عليها العقيليون، حيث أسره محمد هو وابنه علي وقتلهما. وهكذا اغتصب العقيليون الحمدانيين كأمراء للموصل.  
أُطلق سراح الحسين بعد فترة وجيزة بشفاعة الخليفة الفاطمي العزيز بالله، ووجد ملجأً في الأراضي الفاطمية في سوريا.  كان الخليفة العزيز ينوي الاستفادة منه في مخططاته ضد إمارة حلب التي يحكمها الفرع السوري من السلالة الحمدانية. كان من المفترض أن يكون الحسين حاكماً على المدينة في حال تمكن الفاطميون من احتلالها. طوال أوائل تسعينيات التاسع، حاول الفاطميون احتلال المدينة لكنهم فشلوا، ويرجع ذلك إلى حد كبير إلى التدخل البيزنطي. في عام 996، قبل وقت قصير من وفاة العزيز، تم تعيين الحسين حاكمًا لصور، وتم تكليفه بقمع ثورة المدينة.
حفيده ناصر الدولة بن حمدان، خدم الفاطميين كحاكم لسوريا، قبل أن يتدخل في الحرب الأهلية التي كادت أن تمزق الدولة الفاطمية في أواخر ستينيات القرن العاشر. استولى على القاهرة وحاول خلع الفاطميين وإعادة البلاد إلى الولاء العباسي، لكنه قُتل مع أخيه عام 1073.